# Мить весни. Дзвінкий вітер
«Мить весни. Дзвінкий вітер» — перший альбом української співачки Руслани, яка у 2004 році стала переможницею міжнародного пісенного конкурсу «Євробачення».
Альбом складається з двох окремих частин. Перша — це концертний альбом «Дзвінкий вітер». Друга — студійний «Мить весни».
До альбому «Мить весни. Дзвінкий вітер» увійшли пісні з проєкту Руслани «Дзвінкий вітер», який було започатковано у 1996 році.
«Дзвінкий вітер» — це єдиний в Україні проєкт, присвячений 500-річчю Епохи Відродження[джерело?].
Метою цього проєкту був збір коштів на реставрування старих замків (Підгорецького, Олеського, Свірзького та Золочівського), а також популяризація живого звуку на концертах, на відміну від фонограми. У реалізації проєкту були задіяні понад 100 музикантів. Сучасна популярна музика набула такого живого концертного втілення.
Присвятити проєкт саме цій даті Руслані запропонував великий друг, відомий мистецький діяч, учений, Герой України Борис Возницький[джерело?].
Музичний альбом був перевиданий у 2004 році.

## Список композицій
| #     | Назва                          | Автор слів     | Автор музики                   | Тривалість |
| ----- | ------------------------------ | -------------- | ------------------------------ | ---------- |
| 1.    | «Весняна інтродукція»          |                |                                | 1:31       |
| 2.    | «Мить весни»                   | К. Кузнецов    | Олександр Ксенофонтов, Руслана | 5:16       |
| 3.    | «Світанок»                     | О. Ксенофонтов | О. Ксенофонтов, Руслана        | 3:53       |
| 4.    | «Світло і тінь» (слухатиⓘ)     | О. Ксенофонтов | Руслана                        | 2:56       |
| 5.    | «Остання подорож»              | Анна Кривута   | О. Ксенофонтов, Руслана        | 4:14       |
| 6.    | «Балада про принцесу» (ремейк) | А. Кривута     | О. Ксенофонтов, Руслана        | 5:01       |
| 7.    | «Щастя»                        | А. Кривута     | О. Ксенофонтов, Руслана        | 3:38       |
| 8.    | «Ти»                           | А. Кривута     | О. Ксенофонтов, Руслана        | 4:05       |
| 9.    | «Тік-Так (Колискова)»          | А. Кривута     | Руслана                        | 5:07       |
| 35:41 |                                |                |                                |            |

| Кращі концерти дзвінкого вітру (наживо) | Кращі концерти дзвінкого вітру (наживо)   | Кращі концерти дзвінкого вітру (наживо) | Кращі концерти дзвінкого вітру (наживо) | Кращі концерти дзвінкого вітру (наживо) |
| #                                       | Назва                                     | Автор слів                              | Автор музики                            | Тривалість                              |
| --------------------------------------- | ----------------------------------------- | --------------------------------------- | --------------------------------------- | --------------------------------------- |
| 1.                                      | «Пісня з к/ф „Вам і не снилося“» (наживо) | Рабіндранат Тагор, О. Ксенофонтов       | Олексій Рибников                        | 2:35                                    |
| 2.                                      | «Остання подорож» (наживо)                |                                         |                                         | 4:42                                    |
| 3.                                      | «Ти» (наживо)                             |                                         |                                         | 4:05                                    |
| 4.                                      | «Світанок» (наживо)                       |                                         |                                         | 3:37                                    |
| 5.                                      | «Три тисячі років тому» (наживо)          | А. Кривута                              | Руслана                                 | 2:01                                    |
| 6.                                      | «Втрачений рай» (наживо)                  | А. Кривута                              | П. Грабовський                          | 4:21                                    |
| 7.                                      | «Полум'я дощу» (наживо)                   | А. Капрінський                          | Руслана                                 | 3:33                                    |
| 8.                                      | «Луна (Відлуння)» (наживо)                | А. Кривута                              | Руслана                                 | 4:42                                    |
| 9.                                      | «Балада про принцесу» (наживо)            |                                         |                                         | 4:20                                    |
| 33:56                                   |                                           |                                         |                                         |                                         |

| Бонус | Бонус                           | Бонус            | Бонус        | Бонус      |
| #     | Назва                           | Автор слів       | Автор музики | Тривалість |
| ----- | ------------------------------- | ---------------- | ------------ | ---------- |
| 10.   | «Ой, летіли дикі гуси» (наживо) | Юрій Рибчинський | Ігор Поклад  | 3:14       |
| 37:10 |                                 |                  |              |            |

## Кращі концерти «Дзвінкого вітру»

### Презентація проєкту
27 травня 1996 року в клубі «Лялька» — кафе МО «Дзиґа» — відбулась розширена прес-конференція на якій організатори і учасники презентували свій новий мистецький проєкт «Дзвінкий вітер», основну його ідею: живий звук, живе, величне, осяжне звучання, новизна, висока якість, професіоналізм, а також детально розповіли про всі заплановані акції прокту.
|                   | Мені цікаво втілити ідеї Русланки, бо я вважаю, що з сучасних вокалісток, які є на Україні — вона найталановитіша, з феноменальним вокалом. Вона якась недоторкана, незіпсута комерцією, вона щось робить, хоче працювати, вона тією музикою просто живе. Мені дуже цікаво з нею працювати, навіть чисто композиційно, працювати під ідеї Русланчині, зробити так, щоб її музика ожила, зазвучала. Своє ми вносимо тільки виконання: тут є певні межі, є певна гармонія, ідея, концепція: але ми не тупі виконавці, ми до цього творчо підходимо… |
| — Джон (Олег Сук) | |

|                  | Думаю, що цей проект повністю покаже можливості Русланки, яка досить довгий час свою енергію витрачала на втілення ідей інших людей. Беру участь у проекті ще й тому, що, на мою думку, зараз це найперспективніший проект на Україні, а ще – мені завжди приємно пограти зі своїми колегами-«чайниками» |
| — Андрій Пятаков | |

|                  | Основне, чого я прагну – щоб цей проект відбувся і нарешті зазвучала жива музика. Людині дана віра в велике, щосьсвяте – це найголовніше у її житті. Для мене, як і для всіх людей, існує вибір: як бути – так чи інакше. Я хочу людям дати можливість вибрати між тим, що вони зараз мають, ітим, що отримають. «Дзвінкий вітер» повинен викликати настрій, подібний до того, який виникає, коли випадково знаходиш свій дитячий альбом з мал.нками – на душі стає чисто і трішки сумно. Серед слухачів Русланки, мені би хотілося бачити більше дітей, які вірять у казку. Причому діти можуть бути і 40,60-річного віку, головне – дитячий погляд, він не тільки розумний, він швидко сприймає і вчиться… |
| — О. Ксенофонтов | |

|                    | Ми давно знаємося. А що до даного проекту, то він не може не зацікавити, не захопити, тому ми і співпрацюємо разом. Хотілося б, щоб Русланка через національне стала космополітичною, щоби її сприймали в світі, і вона стала однією з візитних карток України. Тут шоу-бізнес виходить з певних національних амбіцій… |
| — Маркіян Іващишин | |

На вечірці Руслана, малий склад камерного оркестру та рок-група «Клуб Шанувальників Чаю» запрезентували кілька уривок з пісень проєкту.

## Чарти
| Країна  | Чарт                     | Місце |
| ------- | ------------------------ | ----- |
| Україна | UMKA Топ альбомів 12     | 2     |
| Україна | UMKA Перше півріччя 2004 | 2     |
| Україна | UMKA Найкраще за 2004    | 2     |
| Україна | UMKA Pop 2005            | 3     |
| Україна | UMKA Перше півріччя 2005 | 5     |
| Україна | UMKA На кінець 2005      | 13    |
| Україна | UMKA Найкраще за 2005    | 7     |
| Україна | UMKA Найкраще за 2006    | 30    |